# MG・MGA
MGA（エムジーエー）は、イギリスのスポーツカーのブランドである、MGの主要車種の一つ。2座席オープンカーを中心として、イギリス国内向け販売だけでなく、アメリカ合衆国を始めとして多数輸出された。

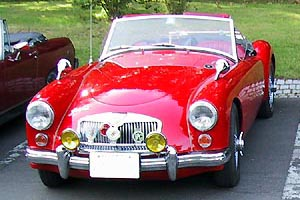
MGA 1600

## 概略
1955年にMGブランドにおける主力車種の、2座席オープンカーとして開発され、1962年までに101,081台が製造され、過半数以上が北米、西ヨーロッパ諸国、日本、オセアニアなどに輸出されるか、現地ノックダウン生産された。
- 1955年 - プロトタイプにあたるEX182ル・マンスペシャルモデル製作。1,500ccOHVエンジン2座席オープンモデル生産開始。
- 1956年 - クーペモデル追加(FHC - Fixed HEAD Coupe)（1,500ccOHVエンジン）
- 1958年 - Twin Camモデル追加（1,600ccDOHCエンジン）
- 1959年 - モデルチェンジ 排気量1,600ccに(MGA 1600)
- 1960年 - デラックス(De Luxe)モデル追加(1,600ccOHVエンジン)
- 1961年 - モデルチェンジ MGA 1600 mk2
- 1962年6月 - 製造中止。後継車種のMGBが7月に発表される

なお、当時の製造会社は、BMC（ブリティッシュ・モーター・コーポレーション）である。

## メカニズム
乗用車のようなモノコックではなく、TAからTFの設計を発展させた、全金属製のラダーフレームに、エンジン、トランスミッション、リアアクスルなどを架装し、その上に空力設計を大きく考慮した金属製のボディを載せてある。床板は合板。
最初のモデルは、OHV直列4気筒1,500ccのBMC Bタイプエンジン（後に1,600cc）をフロントに搭載し、4速のマニュアル・トランスミッションを介し、リジッドアクスルの後輪を駆動する設計とされた。
フロントサスペンションは、アッパーアームがレバー式ショックアブソーバーのアームを兼ねるウイッシュボーンを採用、一方リアサスペンションは半楕円7枚リーフ式によるリジッドアクスルである。
ブレーキは、前期モデルの1500が前輪がドラムブレーキ、1600及びTwin camがソリッドのディスクブレーキ、後輪はドラム式のリーディング＆トレーリングが標準であるが、Twin Camと1600De Luxeはソリッドのディスクブレーキ。いずれも倍力装置は備えない。

## 歴史
第二次世界大戦後のイギリスに駐留したアメリカ合衆国軍兵士は、小型で軽量なMGを初めとするスポーツカーに魅了され、またイギリスの自動車産業は、疲弊した国内向けだけではなく、戦禍に遭わなかったアメリカ合衆国を中心とした北米マーケットへの輸出を増やす必要に迫られた。
MGブランドを傘下に持つ、企業体ナッフィールド・オーガニゼーションは、戦後モデルを北米向け左ハンドルモデルをも生産しやすいように設計しており、MG TC（1945年）、TD（1950年）及びTF（1953年）において多数の輸出実績を残した。
そして、1952年のナッフィールド・オーガニゼーションとオースチン・モーター・カンパニーが合併し誕生したBMCにおいて、MGディヴィジョンは、1955年、流麗なボディをラダーフレームの上に架装したAを送り出す。オープンモデルとクーペモデル、DOHCエンジン搭載モデル合わせて10万台あまりを生産、ほぼ半数を北米に輸出した。
1950年代は、フェンダーの張り出したクラシックカー然としたスタイリングの時代から、空気力学が重視される時代へ移り変わる時期であり、イギリスも復興が軌道に乗り、主要輸出先のアメリカ合衆国も好景気であり、スパルタンなスポーツカーよりも、快適性と巡航性能が求められる時代だった。MGAの誕生した1955年ころから、MG ミジェット(MIDGET)が誕生した1961年、MG最大の成功作MGBの1962年の間は、イギリス製オープンスポーツカーの黄金時代と言えるだろう。

## モータスポーツ
MGは創業のそもそもがレース活動と関わりがあるように、MGAにおいても多くの戦歴を残している。
改良型ボディでのル・マン24時間レース、セブリング12時間への参戦や、ミッレ・ミリアやラリー・モンテカルロなどのラリー競技にも親会社BMCのワークス活動の一環として活躍した。
MGB同様、プライベートチームでのトライアル競技への参加や、イギリスのMG所有者団体であるMGCC及びMGOCでの模擬レースへの参戦は、現代でも盛んに行われている。

## 現在
旧ローバーグループの一員の財団BHMIT（ブリティッシュ・ヘリティジ・モーターインダストリー・トラスト）傘下のBMH社（ブリティッシュ・モーター・ヘリティジ）が、MGAの部品の再生産を開始しており、新品入手が不可能な部品も一部見受けられるが、この手のヴィンテージカーの中ではMGBに準じて維持は楽である。
生産当時の純正部品を置き換える部品供給に加え、近年の技術を加味した改良部品や、競技向け部品もイギリスでは豊富に入手できる。

## 参照
- イギリス自動車産業の歴史